# 1898 en France
Chronologie de la France
- 1894
- 1895
- 1896
- 1897
- 1898
- 1899
- 1900
- 1901
- 1902

Cette page concerne l'année 1898 du calendrier grégorien.

## Événements
- 10 janvier : procès à huis clos d'Esterhazy, il est acquitté le lendemain, et acclamé par la foule[1].

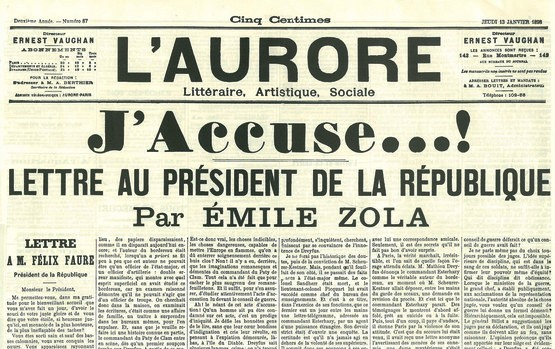
« J'accuse… ! » d'Émile Zola.

- 13 janvier : publication par L'Aurore du « J'accuse… ! » d'Émile Zola, qui relance l'affaire Dreyfus[2]. À la suite de cette publication, des manifestations antisémites se déroulent dans toutes les grandes villes de France : Paris, Nantes, Rennes, Bordeaux, Marseille, Nancy[3]... Des devantures de magasins juifs sont détruites, des synagogues assiégées et des personnes molestées.
- 17 janvier : un meeting antisémite de masse au Tivoli-Vauxhall de Paris présidé par Jules Guérin est attaqué et dispersé par les anarchistes et leurs alliés allemanistes[3].
- 18 janvier : le général Billot, ministre de la Guerre, dépose une plainte contre Zola auprès du ministère de la justice[3].

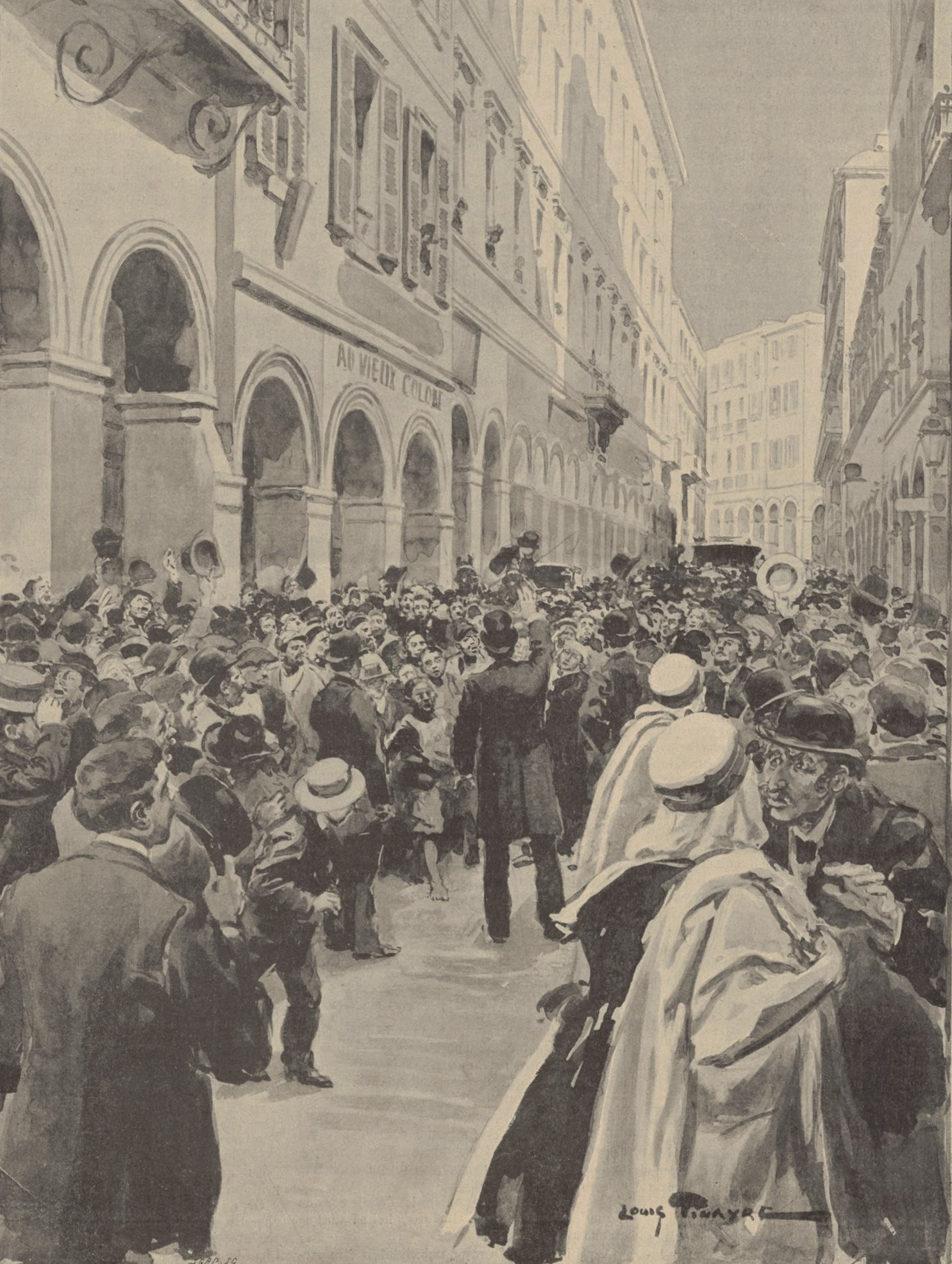
Les troubles d'Alger. Le gouverneur haranguant la foule. Le Monde illustré, 5 février 1898.

- 18-24 janvier : émeutes anti-juives en Algérie, en particulier à Alger. Le 22 janvier, une chasse aux juifs est lancée à Alger par Max Régis qui propose « d'arroser de sang juif l'arbre de la liberté »… Les Juifs ripostent, et un émeutier est tué. Au retour de ses obsèques le 23 janvier, plusieurs Juifs sont lapidés, et l'un d'eux massacré à coup de matraque. Plus de 600 personnes sont arrêtées, plus de 100 sont blessées[4]. Les émeutes ne prennent fin qu’après le départ du gouverneur général Louis Lépine en juillet.

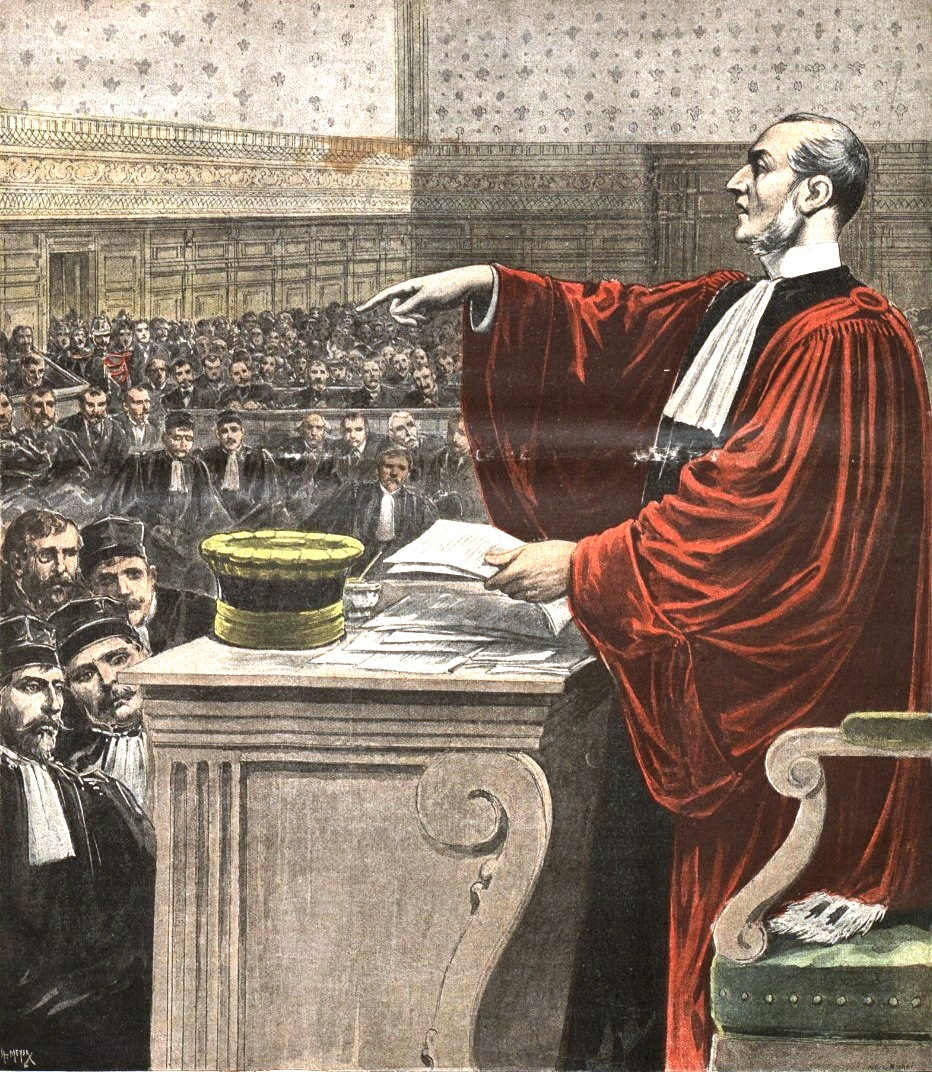
L'affaire Zola. Le réquisitoire. Le Petit Journal, supplément illustré, 6 mars 1898

- 7-23 février : premier procès d'Émile Zola[3] ; il est condamné à un an de prison et à la peine maximale, 3 000 francs d'amende. Le verdict est cassé pour vice de forme le 2 avril[5].
- 24 février : le député radical Gustave-Adolphe Hubbard interpelle le gouvernement sur les incidents antisémites survenus lors du procès Zola[3].
- 9 avril :
  - loi organisant les chambres de commerce en France[6].
  - loi sur « la responsabilité des accidents dont les ouvriers sont victimes » qui responsabilise les patrons dans les accidents du travail[7]. Elle établit la possibilité d'un système mutualiste mixte en matière d'accident du travail dans le cadre de l'assurance obligatoire.

- 10 avril : traité de Kouang-Tchéou-Wan. la France obtient le droit de construire un chemin de fer de Lao Kay (Tonkin) à Yunnanfu achevé en 1910. Un consortium provisoire est mis en place sous la houlette de la Banque de l’Indochine pour permettre le début des travaux. Il regroupe toutes les grandes banques françaises (Société générale, Comptoir national d’Escompte, etc.) ainsi que la Société de construction des Batignolles, la Régie générale des chemins de fer[8].
- 18 avril : dans son article « L'Académie et la langue » publié dans Le Radical, Hubertine Auclert dénonce l'emploie du générique masculin et propose de « féminiser la langue »[9].

- 1er mai : les Français prennent Sikasso qui est mise à sac[10].
- 8 - 22 mai : nouvelle victoire des républicains aux élections législatives. À l’issue du second tour, les républicains modérés qui soutiennent le gouvernement Méline gagnent 254 sièges et devancent radicaux et socialistes, qui n’envoient pas de nouveaux députés malgré une sensible progression en suffrages exprimés. Quant aux monarchistes, ils perdent des sièges[11].
- 22 mai : le fondateur du Parti socialiste guadeloupéen Hégésippe Légitimus, âgé de 30 ans, est élu député de Guadeloupe[12].
- 27 mai : la France occupe la baie de Kouang-Tchéou-Wan (Guangzhou Wan). Elle acquiert le territoire en location pour quatre-vingt-dix-neuf ans par la convention du 16 novembre 1899[13].
- 31 mai : création de la Compagnie générale d'électricité (future Alcatel)[14].

- 4 juin : fondation de la Ligue française des Droits de l'Homme par Ludovic Trarieux, dreyfusard[15].
- 14 juin : une majorité de gauche renverse le gouvernement Jules Méline, exigeant « désormais une politique appuyée sur une majorité exclusivement républicaine »[15].

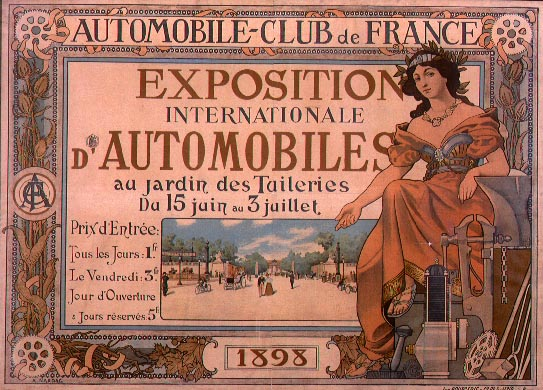
Affiche de l'Exposition Internationale d'Automobiles au jardin des Tuileries du 15 juin au 3 juillet 1898, organisée à Paris par l'Automobile Club de France.

- 15 juin - 3 juillet : premier Salon automobile de Paris[16].

- 28 juin : deuxième gouvernement Brisson (fin le 26 octobre)[17]. Il associe des progressistes des radicaux[18].

- 7 juillet : le ministre de la Guerre Cavaignac proclame la culpabilité de Dreyfus devant la Chambre en produisant un document qui se révèle bientôt un faux fabriqué par le colonel Henry[18].

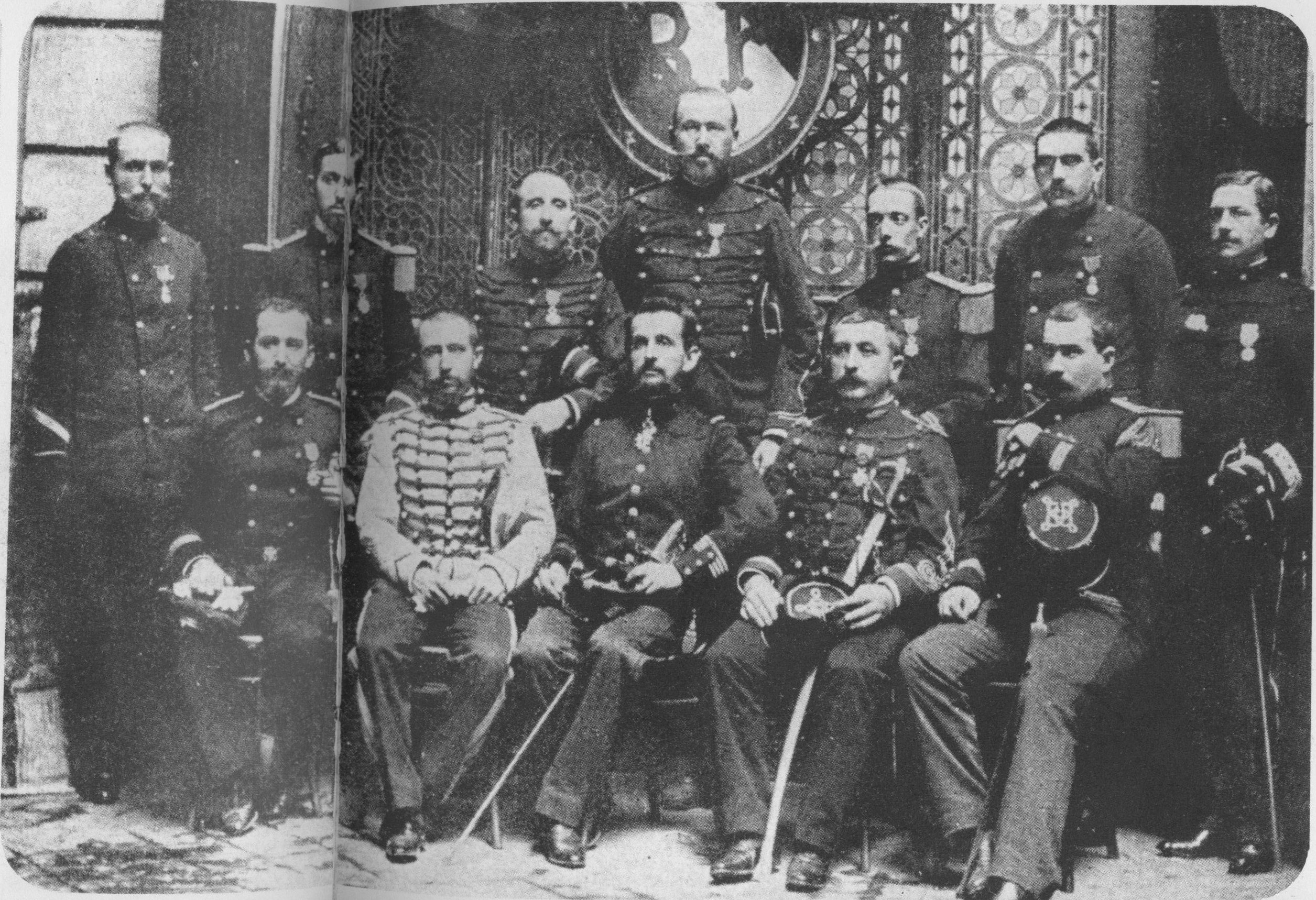
Jean-Baptiste Marchand et ses compagnons lors de l'expédition de Fachoda.

- 10 juillet - 7 novembre : crise de Fachoda[19].

- 18 juillet : second procès d'Émile Zola, condamné, il s'exile à Londres jusqu'au 5 juin 1899[1].

- 30 août : le colonel Henry se reconnaît auteur du faux ayant permis de condamner Dreyfus[3].
- 31 août : suicide du colonel Henry[3]. Une souscription est ouverte par La Libre Parole du 14 décembre au 15 janvier 1899 en faveur de « la veuve et l'orphelin du colonel Henry contre le juif Reinach », afin d'élever à sa gloire un monument[5].

- 4 septembre : fuite d'Esterhazy en Belgique, puis au Royaume-Uni[3].
- 19 septembre : Lord Kitchener arrive avec 3 200 hommes devant Fachoda. Marchand refuse d’évacuer la ville. Londres et Paris échangent des ultimatums. Une guerre entre la France et la Grande-Bretagne est envisagée, puis le gouvernement français s’incline[19].

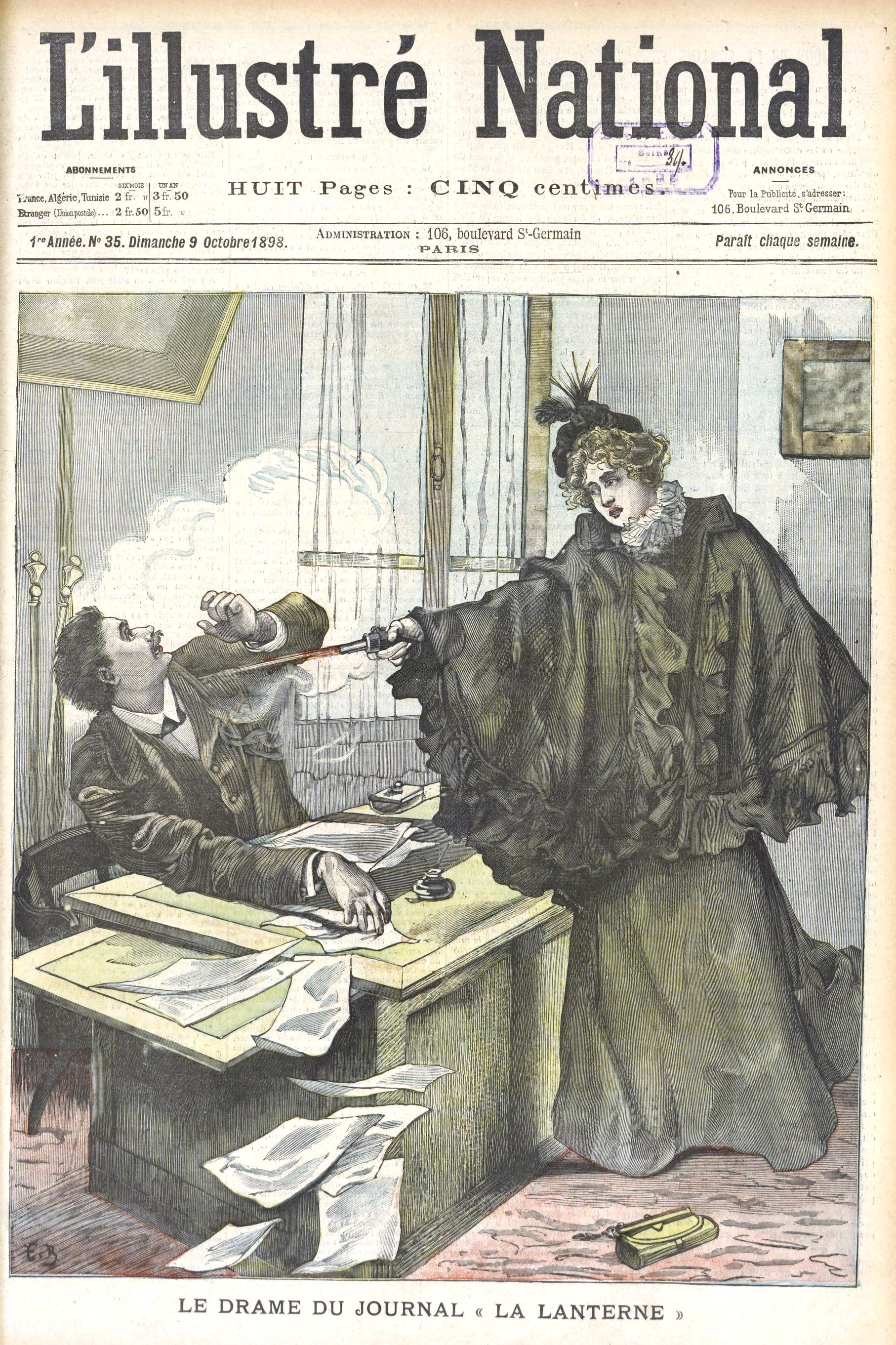
Le drame du journal La Lanterne. L'Illustré national, 9 octobre 1898.

- 23 septembre : Valentine Paulmier tire sur Louis Olivier, secrétaire de rédaction du journal La Lanterne, 18 rue Richer, à Paris. Il est grièvement blessé. Un journaliste Henri Turot, avait fait paraître sous un pseudonyme un article s'attaquant violemment à la vie privée de son époux, l'antidreyfusard Charles-Ernest Paulmier. Valentine Paulmier est acquittée le 26 décembre[20].

- 1er octobre : création officieuse de la firme automobile Renault[21].
- 4 octobre : début des travaux de la ligne 1 du métro de Paris, de Porte Maillot à celle de Vincennes[22].
- 13 octobre : échec de la grève générale des cheminots[23].

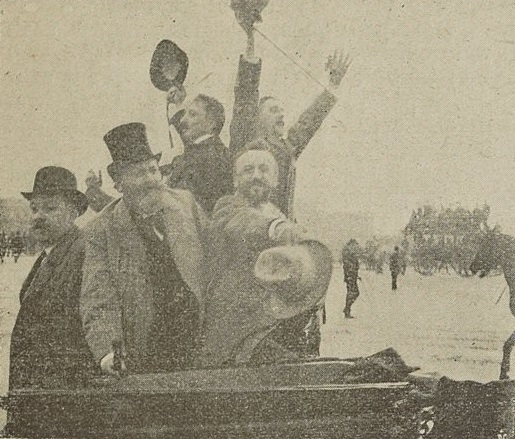
Arrivée des antisémites à la Chambre des députés.

- 25 octobre : rentrée parlementaire[24] ; constitution d'un groupe antisémite de 23 députés. le député nationaliste Paul Déroulède attaque le gouvernement qui a accepté la demande de révision du procès Dreyfus adressée par Lucie Dreyfus le 3 septembre ; le général Chanoine, ministre de la Guerre, démissionne immédiatement[3].
- 26-28 octobre : procès de Joseph Vacher. Il est reconnu coupable de 11 meurtres avec préméditation par la cour d'assises de l'Ain, condamné à mort et exécuté le 31 décembre[25].
- 29 octobre : la demande de révision du procès Dreyfus est déclarée recevable par la Cour de cassation[3].

- 1er novembre : quatrième gouvernement Dupuy (fin le 18 février 1899)[17].
- 4 novembre : le capitaine Marchand doit évacuer Fachoda, ce qui est fait le 11 décembre[19]. La France cède aux exigences du Royaume-Uni et reçoit en compensation le Ouadaï et quelques territoires du Soudan tchadien (21 mars 1899).
- 21 novembre : traité de commerce entre l’Italie et la France[26].

- 10 décembre : le traité de Paris met fin à la guerre hispano-américaine. Les États-Unis annexent Guam et Porto Rico à titre d’indemnité et achètent les Philippines à l’Espagne pour 20 millions de dollars. Cuba devient indépendant sous protectorat américain (1903-1934)[27].
- 24 décembre : à la suite d'un pari, une voiture à pétrole construite et conduite par Louis Renault monte jusqu'à la place du Tertre, à Montmartre, en remontant la rue Lepic[16].
- 26 décembre : les savants français Gustave Bémont, Pierre et Marie Curie annoncent à l'Académie des sciences la découverte du radium[28].
- 31 décembre : fondation de la Ligue de la patrie française (antidreyfusard)[5].